# Jerzy Maksymiuk
Jerzy Jan Maksymiuk (Grodno, Polen,  9 april 1936) is een Pools dirigent, componist en pianist.

## Levensloop
Maksymiuk studeerde compositie bij Piotr Perkowski, piano bij Jerzy Lefeld en orkestdirectie bij Boguslaw Madey aan de Państwowej Wyższej Szkole Muzycznej - het voorganger instituut van de Frédéric Chopin Muziek Akademie - te Warschau. Zijn diplomaas behaalde hij alle met onderscheiding. In 1961 won hij de 1e prijs op het Ogolnopolski Konkurs Pianistyczny im Ignacego Jana Paderwskiego (Ignacy Jan Paderewski Piano-Concours) in Bromberg. In 1962 won hij de 1e prijs van de Nationale Improvisatie Concours te Katowice en ook vele andere prijzen.
Al spoedig echter legde hij zich voornamelijk toe op directie en terwijl hij werkzaam was aan het Theater (Teatru Wielkiego) te Warschau van 1970 tot 1972 werd hem verzocht een kamerorkest samen te stellen voor de Opera. Dit Ensemble ging er weldra toe over om ook op andere podia op te treden en is uitgegroeid tot het Poolse Kamer Orkest en later (1984) zijn nam veranderde in Sinfonia Warschau - Pools Kamer Orkest (Sinfonia Varsovia - Polska Orkiestra Kameralna). 
In 1975 werd hij benoemd tot eerste dirigent van het Pools Nationaal Radio Orkest (Wielka Orkiestra Symfoniczna Polskiego Radia). Gedurende twee jaar werkte hij met dit orkest en er werden concerten gegeven in geheel Oost-Europa en de Verenigde Staten. In 1980 trad Maksymiuk op als gastdirigent van het Northern Sinfonia, het Scottish Chamber Orchestra en de BBC Philharmonic in Engeland. Na deze uitvoeringen volgden nieuwe uitnodigingen om als gast-dirigent op te treden. Hij heeft ook samengewerkt met het English Chamber Orchestra en in september 1983 werd hij benoemd tot hoofd-dirigent bij het BBC Scottish Symphony Orchestra te Glasgow en bleef in deze functie tot 1993. 
Maksymiuk woord beschouwd als een promotor voor de hedendaagse muziek. In 1990 werd hij om zijn verdienste als eredoctor van de Strathclyde University van Glasgow en in 1993 werd hij tot eredirigent van het BBC Scottish Symphony Orchestra benoemd.

## Composities

### Werken voor orkest
- 1967 Epizody, voor kamerorkest
- 1967 Divertimento, voor orkest
- 1968 Momenti, voor kamerorkest
- 1969 Capriccio, voor piano en orkest
- 1970 Metafory, voor orkest
- 1970 L'Action, voor orkest

### Werken voor koor
- 1968 Fortuna fortes adiuvant, voor kinderkoor en twee orkesten
- 1969 Harmonia Nattura, voor koor en instrumentalensemble

### Vocale muziek
- 1966 Poziomy II, voor alt en kamerensemble
- 1998 Zaświt, voor alt en instrumentalensemble

### Toneelwerken
- 1971 Metafrazy, ballet
- 1972 Habrokomes i Anita, ballet
- 1972 In medio vero omnium resident sol, ballet

### Werken voor kamermuziek
- 1966 Trio Smyczkowe
- 1968 Mouvements I-III, voor twee piano's en twee slagwerkers
- 1969 Impromptus II, voor fluit, viool, altviool, cello en piano
- 1971 Animacje II, voor viool en piano

- Bibsys: 1059310
- Biblioteca Nacional de España: XX1225407
- Bibliothèque nationale de France: cb138969838 (data)
- CiNii: DA12382130
- Gemeinsame Normdatei: 130560529
- International Standard Name Identifier: 0000 0001 1071 2691
- Library of Congress Control Number: n81022290
- Nationale Bibliotheek van Letland: 000152027
- MusicBrainz: 9a7125ec-ed4a-4b64-8efe-09e31eb71c69
- Nationale Bibliotheek van Tsjechië: xx0040993
- Nationale Bibliotheek van Israël: 987007446365805171
- Nederlandse Thesaurus van Auteursnamen: 071249206
- SNAC: w67h4kq4
- Système universitaire de documentation: 080495435
- Trove: 1038377
- Virtual International Authority File: 74963093
- WorldCat: E39PBJhd86pKThJp8PmpjfryVC